# Бауэр, Джек (велогонщик)
Ханс Джейкоп "Джек" Бауэр (англ. Hans Jacob Bauer; род. 7 апреля 1985, Такака, Тасман, Новая Зеландия) — новозеландский профессиональный  шоссейный велогонщик, выступающий с 2017 года за команду Deceuninck-Quick Step. Двукратный Чемпион Новой Зеландии в групповой и индивидуальной гонках.

## Победы
2009
- 2-й — Тур Саутленда
  - 1-й на этапе 2

2010
- 1-й  — Чемпионат Новой Зеландии в групповой гонке.
- 1-й на этапе 5 — New Zealand Cycle Classic
- 2-й — Тур Саутленда
- Игры Содружества
  - 8-й индивидуальная гонка
  - 10-й групповая гонка
- 3-й по итогам Premier Calendar

2011
- 1-й на этапе 2 — Тур Юты
- 2-й — Olympia's Tour
- 8-й — Чемпионат Новой Зеландии в групповой гонке.
- 9-й — Тур Нормандии

2012
- 1-й на этапе 4(ТТТ) — Джиро д’Италия
- 1-й на этапе 2(ТТТ) — Тур Катара
- 2-й — Tour de Vineyards
  - 1-й на этапах 1 и 4
- 4-й — Три дня Западной Фландрии
- 7-й — Чемпионат Новой Зеландии в групповой гонке.
- 10-й — Олимпийские игры групповая гонка.

2013
- 1-й — Кубок Японии
- 5-й — Тур Британии

2014
- 1-й в Прологе — Herald Sun Tour
- 2-й  Игры Содружества — Групповая гонка
- 2-й — Чемпионат Новой Зеландии в групповой гонке.
- 7-й — Tour de Vineyards
  - 1-й на этапе 5

2015
- 7-й — Тур Баварии
- 8-й — E3 Харелбеке

2016
- 1-й на этапе 1(ТТТ) — Тур Чехии
- 1-й на этапе 5 — Тур Британии

2017
- 1-й  — Чемпионат Новой Зеландии в индивидуальной гонке.
- Приз самому агрессивному гонщику на этапах 4,5 и 6 — Тур Даун Андер

## Статистика выступлений на Гранд Турах
| Гонка           | 2012 | 2013 | 2014 | 2015 | 2016 | 2017 |
| --------------- | ---- | ---- | ---- | ---- | ---- | ---- |
| Джиро д'Италия  | 114  | —    | —    | —    | —    | —    |
| Тур де Франс    | —    | НФ   | 137  | НФ   | —    | 105  |
| Вуэльта Испании | —    | —    | —    | —    | —    | —    |

- Тур де Франс
  - Участие:4
    - 2013: сход на 19 этапе
    - 2014: 137
    - 2015: сход на 5 этапе
    - 2017: 105
- Джиро д'Италия
  - Участие:1
    - 2012: 114; Победа на этапе 4(ТТТ)
- Вуэльта Испании
  - Участие:0